# Сигналізатор газу побутовий

Сигналізатор газу побутовий

Сигналіза́тори га́зу побутові (газосигналізатор, детектор газу, англ. gas alarm) — це прилади газового контролю, які призначено для безперервного контролю концентрації природного побутового паливного газу ГОСТ 5542 (метану, СН4) і (або), залежно від моделі, чадного газу (окису вуглецю, CO) у повітрі побутових і комунальних приміщень, видавання попереджувальних звукових і світлових сигналів у разі досягненні цими газами концентрацій, які можуть виявитися небезпечними для здоров'я та життя людей та тварин.
Газосигналізатори призначено також задля видавання зазначених попереджувальних сигналів у разі наближення концентрації природного побутового паливного газу до рівня, який у суміші з навколишнім повітрям, може призвести до вибуху.
Конструкцією та схемними рішеннями, які використано в газосигналізаторах, забезпечується керування автоматичними захисними пристроями: вентиляторами, імпульсними, потенційними перекривними електроклапанами, зовнішніми світло-звуковими пристроями.
Орієнтовні характеристики
| Клас захисту за ступенем електробезпеки                    | II                 |
| Ступінь захисту від попадання твердих предметів і води, IP | 20                 |
| Режим роботи                                               | тривалий           |
| Максимальна потужність споживання зовнішніми приладами, Вт | 150                |
| Напруга живлення, В                                        | 230 ± 23, 220 ± 22 |
| Частота струму, Гц                                         | 50 ± 1, 60 ± 1     |
| Температура зовнішнього середовища, °C                     | від 1 до 40        |
| Відносна вологість повітря,%, не більше                    | 80                 |
| Час спрацювання, секунд, не більше                         | 60                 |
| Міжповірочний інтервал, місяців,                           | 6                  |
| Автоматичний перехід на резервне зовнішнє живлення         | 12В                |
| Споживана потужність, ВА, не більше                        | 4                  |
| Час готовності, хв, не більше                              | 30                 |
| Габарити, мм, не більше                                    | 112×72×45          |
| Маса, г, не більше                                         | 400                |